# Luis Berrueco

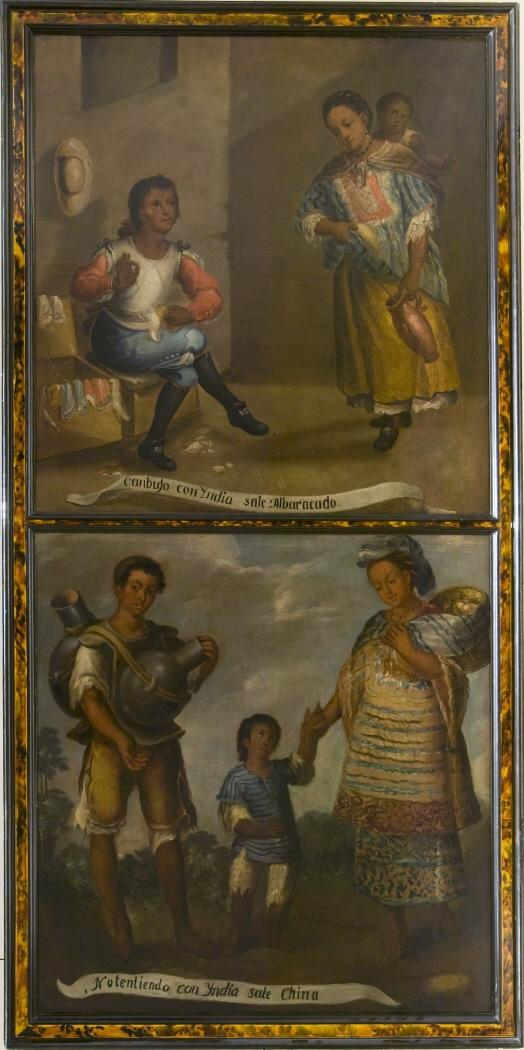
Castas: Canbujo con Yndia sale Albaracado / Notentiendo con Yndia sale China, óleo sobre lienzo, 222 x 109 cm, Madrid, Museo de América.

Luis Berrueco fue un pintor poblano de principios del siglo XVIII.
Cordero y Torres dice de él que era pintor mediocre pero con cierta gracia pintoresca. Sus cuadros se pueden ver en diferentes templos de la ciudad de Puebla como:
- En la Catedral de Puebla: un arcángel San Miguel en el transepto, un Cenáculo, un Lavatorio, y un San Miguel del Milagro.
- En el Templo de San Francisco: Martirio de los Santos.
- En la Universidad Autónoma de Puebla: una Virgen de la Luz y una Santa Rosalía.
- En la Iglesia de San Ramón: una Purísima.
- En el Templo de Santa Clara: Una Asunción de gran tamaño para el coro alto.

Por otra parte, el Museo de Chapultepec, de Ciudad de México, conserva un Arcángel, y el Museo de América, de Madrid, una serie de pintura de castas completa, con dieciséis escenas distribuidas en cuatro lienzos —originalmente uno solo, destinado a ser dividido en dieciséis pinturas independientes—.
Fueron pintores los cinco hijos de Berrueco, Diego, José, Mariano, Miguel y Pablo.